# Dump (Software)
dump (aus dem Englischen für abladen oder abkippen) ist ein traditionelles Unix-Programm oder auch ein Befehl, der für die Datensicherung von Dateisystemen verwendet werden kann. Unter Unix-System-V heißt das Programm ufsdump. Es wurde an diverse Dateisysteme angepasst, die ähnlich dem UFS sind, insbesondere auch unter Linux.
dump arbeitet auf Blockebene, also unterhalb der Dateisystemabstrahierung wie Dateien oder Ordnern. Mit Hilfe eines dump-Aufrufs kann ein Dateisystem auf ein Band oder eine andere Festplatte gesichert werden. Es wird oft im Netzwerk über die Pipe einer SSH-Verbindung zum Sichern benutzt. Dabei kommen Kompressionsprogramme wie LZO, gzip, bzip2 oder xz zum Einsatz, die sich in Verbreitungsgrad, Kompressionsrate und Arbeitsgeschwindigkeit unterscheiden.
Die erste Version eines dump-Programms erschien in AT&T-UNIX-Version 6.
Bevor Dateisystem-Snapshots möglich waren, hatte dump gegenüber den geläufigen Programmen wie tar oder rsync den Vorteil des ungeänderten Attributs des letzten Zugriffs, da dies nur über einen Zugriff per Dateisystem geändert wird.
Bei einer Sicherung mit dump darf das Dateisystem nicht in Verwendung sein, da Veränderungen des Dateisystems zu Inkonsistenzen führen würden. Dieses Problem lässt sich durch die Verwendung von Dateisystemsnapshots vermeiden.
Das Gegenstück zu dump ist das Programm restore, welches zur Wiederherstellung verwendet wird.

## Verwendung
```
dump [-0123456789acLnSu] [-B records] [-b blocksize] [-C cachesize]
[-D dumpdates] [-d density] [-f file | -P pipecommand] [-h level]
[-s feet] [-T date] filesystem
```

```
dump -W | -w
```